# عبد الله كوليبالي (لاعب كرة قدم عاجي)
عبد الله كوليبالي (10 يونيو 1987) لاعب كرة قدم عاجي يلعب حاليا لصالح نادي الدرجة الأولى الرفاع الشرقي البحريني في مركز المهاجم من 2016.